# Ronde van Vlaanderen 2020
De Ronde van Vlaanderen van 2020 was door de coronapandemie uitgesteld van 5 april 2020 naar 18 oktober 2020. Vanwege de coronamaatregelen werd het publiek opgeroepen om de wedstrijd niet te bezoeken en werden de hellingen, start en finish afgesloten voor publiek.

## Mannen
De 104e editie van de Ronde van Vlaanderen werd verreden op zondag 18 oktober 2020. Titelverdediger was Alberto Bettiol en hij werd opgevolgd door Mathieu van der Poel.

### Parcours
De start was in Antwerpen en de finish in Oudenaarde. Het parcours was 243,3 km, ruim 20 km korter dan de vorige editie. De finish was vroeger gepland dan voorgaande jaren, vanwege het samenvallen met de 15e etappe in de Ronde van Italië.

### Uitslag
| Plaats | Naam                 | Ploeg                          | Tijd       |
| ------ | -------------------- | ------------------------------ | ---------- |
| 1      | Mathieu van der Poel | Alpecin-Fenix                  | 5u 43' 22" |
| 2      | Wout van Aert        | Team Jumbo-Visma               | z.t.       |
| 3      | Alexander Kristoff   | UAE Team Emirates              | + 8"       |
| 4      | Anthony Turgis       | Total Direct Energie           | z.t.       |
| 5      | Yves Lampaert        | Deceuninck–Quick-Step          | z.t.       |
| 6      | Dimitri Claeys       | Cofidis                        | z.t.       |
| 7      | Oliver Naesen        | AG2R La Mondiale               | z.t.       |
| 8      | Dylan van Baarle     | Team INEOS Grenadiers          | z.t.       |
| 9      | John Degenkolb       | Lotto Soudal                   | z.t.       |
| 10     | Tiesj Benoot         | Team Sunweb                    | z.t.       |
| 11     | Dylan Teuns          | Bahrain McLaren                | z.t.       |
| 12     | Florian Sénéchal     | Deceuninck–Quick-Step          | z.t.       |
| 13     | Kasper Asgreen       | Deceuninck–Quick-Step          | z.t.       |
| 14     | Valentin Madouas     | Groupama-FDJ                   | z.t.       |
| 15     | Xandro Meurisse      | Circus-Wanty Gobert            | z.t.       |
| 16     | Alberto Bettiol      | EF Education First Pro Cycling | z.t.       |
| 17     | Sep Vanmarcke        | EF Education First Pro Cycling | + 16"      |
| 18     | Jasper De Buyst      | Lotto Soudal                   | + 2'41"    |
| 19     | Nils Politt          | Israel Start-Up Nation         | z.t.       |
| 20     | Sven Erik Bystrøm    | UAE Team Emirates              | z.t.       |

## Vrouwen
De 17e Ronde van Vlaanderen voor vrouwen werd verreden op zondag 18 oktober 2020. De ploeg van titelverdedigster Marta Bastianelli, Alé BTC Ljubljana, stond niet aan de start vanwege een positieve coronatest voor de start van Gent-Wevelgem, een week voor de Ronde. De wedstrijd werd net als voorgaande jaren live uitgezonden en de finish was deze keer gepland na de finish van de mannen. Bastianelli werd opgevolgd door Chantal van den Broek-Blaak.

### Parcours
De Ronde startte en eindigde in Oudenaarde na een traject van 135,6 km, dat was 15 km minder dan het jaar ervoor.

#### Kasseistroken
| Kasseistrook | Naam             | Km   | Lengte (m) | Km van aankomst |
| ------------ | ---------------- | ---- | ---------- | --------------- |
| 1            | Lippenhovestraat | 33,0 | 1 300      | 102,6           |
| 2            | Paddestraat      | 35,0 | 1 500      | 100,6           |
| 3            | Holleweg         | 57,0 | 1 500      | 78,6            |
| 4            | Haaghoek         | 62,0 | 2 000      | 73,6            |

### Deelnemende ploegen
Vanwege positieve coronatests gingen de ploegen Alé BTC Ljubljana, Astana en Chevalmeire niet van start. Enkele dagen voor de wedstrijd liet Paule Ka weten per direct te stoppen als ploeg door het wegvallen van de sponsor en dus niet van start te gaan in de Ronde.
| World Tourteams                    | UCI-teams               | UCI-teams               |
| ---------------------------------- | ----------------------- | ----------------------- |
| Alé BTC Ljubljana                  | Astana Women's Team     | Lotto Soudal Ladies     |
| Canyon-SRAM                        | Boels Dolmans           | Massi-Tactic            |
| CCC-Liv                            | Ceratizit-WNT           | Multum Accountants-LSK  |
| FDJ Nouvelle-Aquitaine Futuroscope | Chevalmeire             | Parkhotel Valkenburg    |
| Mitchelton-Scott                   | Ciclotel                | Paule Ka                |
| Movistar Team                      | Cogeas-Mettler          | Rally UHC Women         |
| Team Sunweb                        | Doltcini-Van Eyck Sport | Team Tibco              |
| Trek-Segafredo                     | Hitec Products          | Valcar-Travel & Service |

### Uitslag
| Plaats | Naam                        | Ploeg                              | Tijd     |
| ------ | --------------------------- | ---------------------------------- | -------- |
| 1      | Chantal van den Broek-Blaak | Boels Dolmans                      | 3u29'57" |
| 2      | Amy Pieters                 | Boels Dolmans                      | + 1'01"  |
| 3      | Lotte Kopecky               | Lotto Soudal Ladies                | z.t.     |
| 4      | Lisa Brennauer              | Ceratizit-WNT                      | z.t.     |
| 5      | Sarah Roy                   | Mitchelton-Scott                   | z.t.     |
| 6      | Alena Amialiusik            | Canyon-SRAM                        | z.t.     |
| 7      | Demi Vollering              | Parkhotel Valkenburg               | z.t.     |
| 8      | Elisa Longo Borghini        | Trek-Segafredo                     | z.t.     |
| 9      | Lauren Stephens             | Team Tibco                         | z.t.     |
| 10     | Marta Cavalli               | Valcar-Travel & Service            | z.t.     |
| 11     | Anna van der Breggen        | Boels Dolmans                      | z.t.     |
| 12     | Floortje Mackaij            | Team Sunweb                        | z.t.     |
| 13     | Riejanne Markus             | CCC-Liv                            | z.t.     |
| 14     | Grace Brown                 | Mitchelton-Scott                   | z.t.     |
| 15     | Annemiek van Vleuten        | Mitchelton-Scott                   | z.t.     |
| 16     | Cecilie Uttrup Ludwig       | FDJ Nouvelle-Aquitaine Futuroscope | z.t.     |
| 17     | Ellen van Dijk              | Trek-Segafredo                     | + 4'15"  |
| 18     | Jolien D'Hoore              | Boels Dolmans                      | z.t.     |
| 19     | Aude Biannic                | Movistar Team                      | + 5'28"  |
| 20     | Amalie Dideriksen           | Boels Dolmans                      | + 5'58"  |

## Virtuele Ronde van Vlaanderen
Door de coronapandemie kon de wedstrijd op 5 april 2020 niet doorgaan, desondanks heeft Flanders Classics geprobeerd een virtuele wedstrijd te organiseren. De wedstrijd zou de laatste 32 kilometer van de Ronde van Vlaanderen afwerken, met 3 hellingen de Hotond, Oude Kwaremont en de Paterberg. Met onder andere Remco Evenepoel, Thomas De Gendt en Wout van Aert stond de top van de Belgische wielersport aan de start. Winnaar werd Greg Van Avermaet.
1913 · 
1914 · 
1915 · 
1916 · 
1917 · 
1918 · 
1919 · 
1920 · 
1921 · 
1922 · 
1923 · 
1924 · 
1925 · 
1926 · 
1927 · 
1928 · 
1929 · 
1930 · 
1931 · 
1932 · 
1933 · 
1934 · 
1935 · 
1936 · 
1937 · 
1938 · 
1939 · 
1940 · 
1941 · 
1942 · 
1943 · 
1944 · 
1945 · 
1946 · 
1947 · 
1948 · 
1949 · 
1950 · 
1951 · 
1952 · 
1953 · 
1954 · 
1955 · 
1956 · 
1957 · 
1958 · 
1959 · 
1960 · 
1961 · 
1962 · 
1963 · 
1964 · 
1965 · 
1966 · 
1967 · 
1968 · 
1969 · 
1970 · 
1971 · 
1972 · 
1973 · 
1974 · 
1975 · 
1976 · 
1977 · 
1978 · 
1979 · 
1980 · 
1981 · 
1982 · 
1983 · 
1984 · 
1985 · 
1986 · 
1987 · 
1988 · 
1989 · 
1990 · 
1991 · 
1992 · 
1993 · 
1994 · 
1995 · 
1996 · 
1997 · 
1998 · 
1999 · 
2000 · 
2001 · 
2002 · 
2003 · 
2004 · 
2005 · 
2006 · 
2007 · 
2008 · 
2009 · 
2010 · 
2011 · 
2012 · 
2013 · 
2014 · 
2015 · 
2016 · 
2017 · 
2018 · 
2019 · 
2020 · 
2021 · 
2022 · 
2023 · 
2024
Lijst van beklimmingen
Tour Down Under ·
Great Ocean Road Race ·
Ronde van de Verenigde Arabische Emiraten ·
Omloop Het Nieuwsblad ·
Parijs-Nice · 
Strade Bianche ·
Ronde van Polen ·
Milaan-San Remo ·
Ronde van Lombardije ·
Critérium du Dauphiné ·
Bretagne Classic ·
Ronde van Frankrijk ·
Tirreno-Adriatico · 
BinckBank Tour ·
Waalse Pijl ·
Ronde van Italië ·
Luik-Bastenaken-Luik ·
Gent-Wevelgem ·
Ronde van Vlaanderen ·
Ronde van Spanje ·
Driedaagse Brugge-De Panne

afgelaste wedstrijden: Parijs-Roubaix ·
Ronde van Guangxi ·
Ronde van Catalonië ·
E3 BinckBank Classic ·
Dwars door Vlaanderen ·
Ronde van het Baskenland ·
Eschborn-Frankfurt ·
Ronde van Romandië ·
Ronde van Zwitserland ·
Clásica San Sebastián ·
RideLondon Classic ·
EuroEyes Cyclassics ·
GP Quebec ·
GP Montreal ·
Amstel Gold Race
 Cadel Evans Great Ocean Road Race ·
 Strade Bianche ·
 GP de Plouay ·
 La Course by Le Tour de France ·
 Ronde van Italië voor vrouwen ·
 Waalse Pijl ·
 Luik-Bastenaken-Luik ·
 Gent-Wevelgem ·
 Ronde van Vlaanderen ·
 Driedaagse Brugge-De Panne ·
 La Madrid Challenge by La Vuelta ·
 Bevrijdingsronde van Drenthe ·
 Trofeo Alfredo Binda-Comune di Cittiglio ·
 Ronde van Californië ·
 OVO Energy Women's Tour ·
 Ronde van Noorwegen ·
 PostNord Vårgårda WestSweden ·
 Boels Ladies Tour ·
 Amstel Gold Race
 Parijs-Roubaix ·
 Ronde van Guangxi ·
 Ronde van Chongming ·